# Elachyophtalma dohertyi
Elachyophtalma dohertyi är en fjärilsart som beskrevs av Rothschild 1920. Elachyophtalma dohertyi ingår i släktet Elachyophtalma och familjen silkesspinnare. Inga underarter finns listade i Catalogue of Life.